# Isabella Rossellini
Isabella Fiorella Elettra Giovanna Rossellini (Roma, 18 giugno 1952) è un'attrice e modella italiana naturalizzata statunitense.
Figlia del regista Roberto Rossellini e dell'attrice Ingrid Bergman, ha debuttato sul grande schermo con il film Nina di Vincente Minnelli (1976), ottenendo il riconoscimento internazionale con il ruolo di Dorothy Vallens nel film cult Velluto blu diretto da David Lynch (1986). Nel 2024 ha ricevuto il plauso della critica per la sua interpretazione nel film Conclave di Edward Berger, per la quale ha ricevuto la candidatura al Golden Globe, al Critics Choice Award, al premio BAFTA e al premio Oscar nella sezione miglior attrice non protagonista. 
È vincitrice di un European Film Award, un David di Donatello, due Nastri d'argento e un Independent Spirit Award. È stata inoltre candidata al Golden Globe per il film televisivo Crime of the Century (1996) e al Premio Emmy per la sua partecipazione alla serie televisiva Chicago Hope (1997).

## Biografia

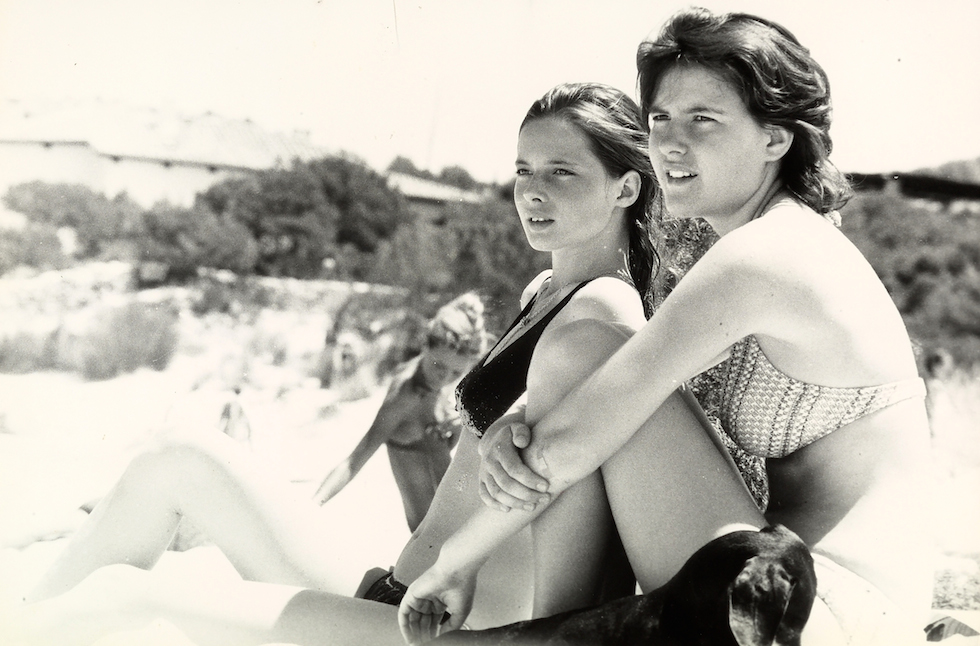
Una giovane Isabella Rossellini (a sinistra) in Sardegna negli anni sessanta, assieme alla sorella gemella Isotta

Figlia d'arte, nasce a Roma dal matrimonio dell'attrice svedese Ingrid Bergman, con il regista italiano Roberto Rossellini; i suoi genitori divorziarono quando aveva 5 anni. Ha studiato al Liceo dell’Istituto Santa Giuliana Falconieri di Roma. Fin da piccola ha frequentato i set cinematografici ma il suo interesse non era la recitazione bensì i costumi, ha infatti anche studiato all'Accademia di costume e di moda di Roma e iniziato a collaborare con Marcella De Marchis prima moglie del padre. Negli anni '70 vive tra Roma e New York, dove comincia a lavorare come traduttrice. 

### Modella
Collabora con la Rai, esordendo sul video nel 1976 come "corrispondente da New York" nel programma di Renzo Arbore L'altra domenica.
Nel 1979 si trasferì definitivamente negli Stati Uniti e l'anno dopo cominciò la carriera di modella, a 28 anni, grazie alle fotografie di Bruce Weber per l'edizione inglese di Vogue e di Bill King per l'edizione statunitense. Nel corso della sua carriera ha collaborato con molti famosi fotografi, tra cui Richard Avedon, Steven Meisel, Helmut Newton, Peter Lindbergh, Norman Parkinson, Herb Ritts, Francesco Scavullo, Annie Leibovitz e Robert Mapplethorpe. La sua immagine è apparsa sulle copertine di giornali come Marie Claire, Harper's Bazaar, Vanity Fair ed Elle. Inoltre nel marzo 1988 le è stata dedicata una mostra fotografica, chiamata Ritratto di donna, presso il Museo d'arte moderna di Parigi.
La sua carriera di modella la fece avvicinare al mondo dei cosmetici e nel 1982 divenne la testimonial esclusiva della casa di bellezza internazionale Lancôme, rimpiazzando Nancy Duteil negli Stati Uniti e Carol Alt in Europa. Fu così che nel 1990 prese parte allo sviluppo del nuovo profumo di Lancôme, Trésor. In seguito, nel 1995, collaborò con il Coty Group e lanciò una sua linea personale di cosmetici, "Manifesto di Isabella Rossellini". Nel 1992 è apparsa nel controverso libro di Madonna, Sex, e nel videoclip della canzone Erotica.

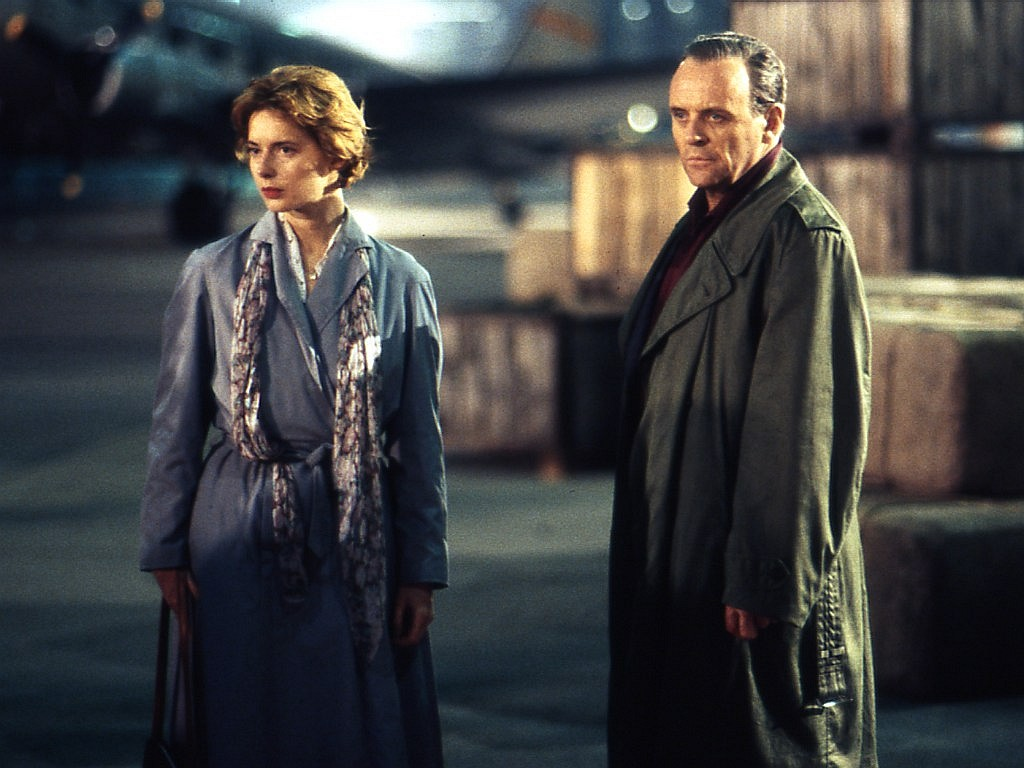
Isabella Rossellini e Anthony Hopkins a Berlino durante le riprese di The Innocent (1992)

### Attrice
Rossellini esordì nel cinema accanto a sua madre nel 1976, con una breve apparizione nelle vesti di una suora in Nina di Vincente Minnelli, ma il suo debutto vero e proprio risale al 1979 con Il prato. Nel 1985 recitò nel suo primo film americano, Il sole a mezzanotte, ma probabilmente divenne famosa per il personaggio di Dorothy Vallens, la cantante di night club nel film di David Lynch Velluto blu. Altri ruoli importanti sono quelli che ha rivestito nei film Cugini, La morte ti fa bella e Fearless - Senza paura. Notevole l'interpretazione della dea Minerva nel film L'Odissea (1997).

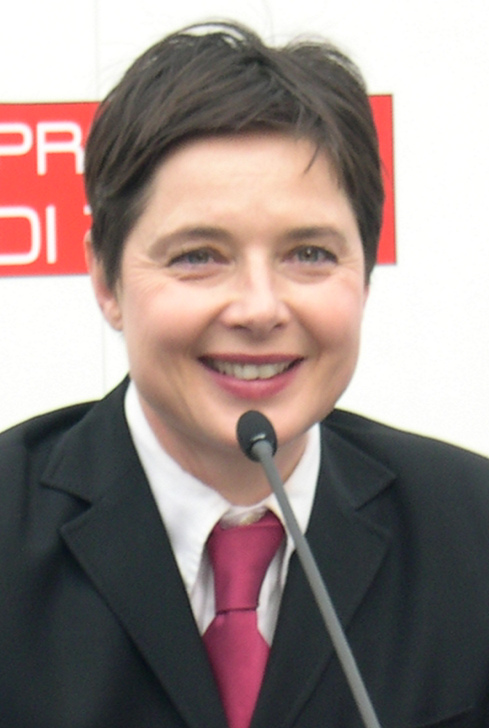
Isabella Rossellini al Film festival di Torino nel 2005

A partire dal 2003 Rossellini ha partecipato come guest star in alcuni episodi della serie di J. J. Abrams Alias, nella parte della diabolica Katya Derevko. Nello stesso anno appare nel film canadese The Saddest Music in the World, diretto da Guy Maddin. Nel 2004 ha impersonato il ruolo della suprema sacerdotessa Thar nella miniserie The Legend of Earthsea. Inoltre ha recitato nella produzione indipendente La Sindrome di Stendhal.
Nel 2006 Rossellini è apparsa in televisione per alcuni documentari: per uno special televisivo sull'Italia a cura di Discovery Channel e per un episodio della serie Iconoclasts di Sundance Channel, a fianco di Dean Kamen, l'inventore del Segway, in cui raccontava la sua storia e le sue vicende personali. Nel 1987 ha ricevuto un Independent Spirit Awards come migliore attrice protagonista per la sua parte in Velluto blu. Nel 1997 ha ricevuto altre due candidature al premio. Ha ricevuto inoltre una nomination ai Golden Globe come migliore attrice in una miniserie o film per la TV per il suo ruolo in Crime of the Century ed una nomination agli Emmy Award come guest star nella serie drammatica Chicago Hope.
A proposito della sua carriera di attrice ha dichiarato di essere sorpresa di aver lavorato tanto a lungo, essendo una modella e per di più straniera; l'industria cinematografica statunitense infatti diffidava di lei, la sua fortuna è stata quella di aver lavorato per produzioni indipendenti o europee grazie alle quali non è stata etichettata in alcun modo. Oltre al cinema, alla moda e ai cosmetici, Rossellini è consigliere del Wildlife Conservation Network e direttrice della Howard Gilman Foundation, un'istituzione impegnata nella salvaguardia della natura e nella conservazione dell'arte, della fotografia e della danza, riuscendo ad ottenere, tra l'altro, un finanziamento dal gruppo Disney di 100 000 $ per entrambe le associazioni. Ha anche collaborato con il Central Park Conservancy. Sostiene inoltre varie associazioni per l'addestramento di cani-guida per i ciechi ed è stata in passato amministratrice della George Eastman House, ricevendo nel 1997 un George Eastman Award onorario per il sostegno alla conservazione dei film.
Rossellini ha scritto tre libri: nel 1997 la sua autobiografia, Some of me; nel 2002 Looking at Me (on pictures and photographers) e, nel 2006, In the name of the Father, the Daughter and the Holy Spirits: Remembering Roberto Rossellini, tradotto in italiano come Nel nome del padre, della figlia e degli spiriti santi e accompagnato dal cortometraggio di Guy Maddin Mio padre ha 100 anni, entrambi in omaggio alla figura del padre. Nel film ha interpretato quasi tutti i ruoli, inclusi quello di David O. Selznick, di Alfred Hitchcock e della madre Ingrid Bergman. Nel 2016 conduce Master of Photography, primo talent show incentrato sul mondo della fotografia.

## Vita privata

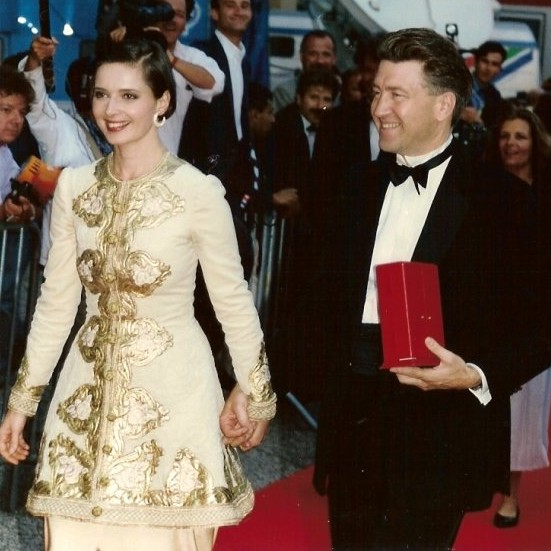
Isabella Rossellini e l'ex fidanzato David Lynch al Festival di Cannes 1990

Ha tre fratelli: la sorella gemella Isotta Ingrid Rossellini, professoressa alla New York University, un fratello, Roberto Ingmar Rossellini, che lavora nel mondo della finanza, ed una sorellastra, Pia Lindström, che in precedenza ha lavorato in televisione ed è nata dal primo matrimonio della madre. Ha altri quattro fratellastri nati dagli altri due matrimoni del padre, fra cui Renzo Rossellini jr., produttore cinematografico, e lo scomparso regista e produttore Gil Rossellini (figlio adottivo di Roberto Rossellini). È nipote del compositore Renzo Rossellini.
Dal 1973 al 1978 ebbe una relazione con lo scrittore e filosofo Luciano De Crescenzo. I due stavano per sposarsi ma per una sua improvvisa partenza per gli Stati Uniti il matrimonio fu prima rimandato e poi annullato, come raccontato da entrambi in numerose interviste; i due rimasero intimi amici. L'anno successivo sposa il regista Martin Scorsese, conosciuto durante il viaggio, con cui si stabilì a New York. Nel 1982 divorziarono e, un anno dopo, lei si risposò con il modello Jon Wiedemann, dal quale ha avuto una figlia, Elettra (nata nel 1983), e dal quale poi divorziò due anni dopo. Ha inoltre un figlio adottivo, Roberto (nato nel 1993). Dal 1986 al 1990 è stata legata al regista David Lynch e in precedenza ebbe relazioni con gli attori Gary Oldman e Christian De Sica.
L'attrice racconta di aver sempre avuto un grande interesse per gli animali, in particolare nel suo monologo Darwin's Smile approfondisce l'argomento. Sempre nello spettacolo racconta di possedere una laurea in etologia e un allevamento di galline.

## Filmografia

### Attrice

#### Cinema
- Nina (A Matter of Time), regia di Vincente Minnelli (1976)
- Il prato, regia di Paolo e Vittorio Taviani (1979)
- Il pap'occhio, regia di Renzo Arbore (1980)
- Il sole a mezzanotte (White Nights), regia di Taylor Hackford (1985)
- Velluto blu (Blue Velvet), regia di David Lynch (1986)
- I duri non ballano (Tough Guys Don't Dance), regia di Norman Mailer (1987)
- Oci ciornie, regia di Nikita Mikhalkov (1987)
- Siesta, regia di Mary Lambert (1987)
- Zelly ed io (Zelly And Me), regia di Tina Rathborne (1988)
- Cappuccetto Rosso (Red Riding Hood), regia di Adam Brooks (1988)
- Cugini (Cousins), regia di Joel Schumacher (1989)
- Cuore selvaggio (Wild at Heart), regia di David Lynch (1990)
- Donne di piacere (Dames Galantes), regia di Jean-Charles Tacchella (1990)
- L'assedio di Venezia (Caccia alla Vedova), regia di Giorgio Ferrara (1991)
- La morte ti fa bella (Death Becomes Her), regia di Robert Zemeckis (1992)
- Buona fortuna, Mr. Stone (The Pickle), regia di Paul Mazursky (1993)
- The Innocent, regia di John Schlesinger (1993)
- Fearless - Senza paura (Fearless), regia di Peter Weir (1993)
- Wyatt Earp, regia di Lawrence Kasdan (1994)
- Amata immortale (Immortal Beloved), regia di Bernard Rose (1994)
- Croce e delizia, regia di Luciano De Crescenzo (1995)
- Big Night, regia di Campbell Scott e Stanley Tucci (1996)
- Fratelli (The Funeral), regia di Abel Ferrara (1996)
- Left Luggage, regia di Jeroen Krabbé (1998)
- Gli imbroglioni (The Impostors), regia di Stanley Tucci (1998)
- Il cielo cade, regia di Andrea Frazzi e Antonio Frazzi (2000)
- Empire - Due mondi a confronto (Empire), regia di Franc. Reyes (2002)
- Roger Dodger, regia di Dylan Kidd (2002)
- Le valigie di Tulse Luper - La storia di Moab (The Tulse Luper Suitcases, Part 1: The Moab Story), regia di Peter Greenaway (2003)
- La canzone più triste del mondo (The Saddest Music in the World), regia di Guy Maddin (2003)
- The Tulse Luper Suitcases, Part 2: Vaux to the Sea, regia di Peter Greenaway (2004)
- King of the Corner, regia di Peter Riegert (2004)
- Heights, regia di Chris Terrio (2005)
- La Fiesta del chivo, regia di Luis Llosa (2005)
- The Architect, regia di Matt Tauber (2006)
- Infamous - Una pessima reputazione (Infamous), regia di Douglas McGrath (2006)
- Un marito di troppo (The Accidental Husband), regia di Griffin Dunne (2008)
- Two Lovers, regia di James Gray (2008)
- My Dog Tulip (voce), regia di Paul Fierlinger e Sandra Fierlinger (2009)
- La solitudine dei numeri primi, regia di Saverio Costanzo (2010)
- Late Bloomers, regia di Julie Gavras (2011)
- Pollo alle prugne (Poulet aux prunes), regia di Marjane Satrapi e Vincent Paronnaud (2011)
- Keyhole, regia di Guy Maddin (2011)
- L'era legale, regia di Enrico Caria (2011)
- Du vent dans mes mollets, regia di Carine Tardieu (2012)
- Nono, het Zigzag Kind, regia di Vincent Bal (2012)
- Silent life, regia di Vladislav Kozlov (2013)
- Enemy, regia di Denis Villeneuve (2013)
- Joy, regia di David O. Russell (2015)
- Vita & Virginia, regia di Chanya Button (2018)
- Preludio, regia di Stefania Rossella Grassi e Tommaso Scutari – cortometraggio (2019)
- Problemista, regia di Julio Torres (2023)
- Cat Person, regia di Susanna Fogel (2023)
- La chimera, regia di Alice Rohrwacher (2023)
- Spaceman, regia di Johan Renck (2024)
- Conclave, regia di Edward Berger (2024)

#### Televisione
- The Tracey Ullman Show – serie TV, 3 episodi (1989-1990)
- L'ultima Africa (Ivory Hunters), regia di Joseph Sargent – film TV (1990)
- Bugie allo specchio (Lies of the Twins), regia di Tim Hunter – film TV (1991)
- Fallen Angels – serie TV, 1 episodio (1993)
- The Gift, regia di Laura Dern – cortometraggio TV (1994)
- I racconti della cripta (Tales from the Crypt) – serie TV, 1 episodio (1995)
- Crime of the Century, regia di Mark Rydell – film TV (1996)
- Friends – serie TV, episodio 3x05 (1996)
- Chicago Hope – serie TV, 2 episodi (1997)
- L'Odissea (The Odyssey), regia di Andrey Konchalovskiy – miniserie TV (1997)
- Merlino (Merlin), regia di Steve Barron – miniserie TV (1998)
- Don Chisciotte (Don Quixote), regia di Peter Yates – miniserie TV (2000)
- Napoléon, regia di Yves Simoneau – miniserie TV (2002)
- Monte Walsh - Il nome della giustizia (Monte Walsh), regia di Simon Wincer – film TV (2003)
- La leggenda di Earthsea (Earthsea), regia di Robert Lieberman – miniserie TV (2004)
- Alias – serie TV, 5 episodi (2004-2005)
- Filthy Gorgeous, regia di Robert Allan Ackerman – film TV (2006)
- 30 Rock – serie TV, 2 episodi (2007)
- Green Porno – serie TV, 18 episodi (2008-2010)
- Mammas – serie TV, 10 episodi (2009)
- Seduce me – serie TV, 10 episodi (2010)
- Infected, regia di Adam Weissman – film TV (2008)
- The Phantom, regia di Paolo Barzman – miniserie TV, 2 episodi (2009)
- Bon appétit!, regia di Isabella Rossellini – cortometraggio TV (2010)
- Treme – serie TV, 1 episodio (2012)
- The Blacklist – serie TV, episodio 1x02 (2013)
- Shut Eye – serie TV, 10 episodi (2016)
- Domina – serie TV, episodio 1x02 (2021)
- Julia – serie TV, 3 episodi (2022)

#### Videoclip
- Erotica di Madonna (1992)

### Doppiatrice
- I Simpson (The Simpsons) – serie TV, 1 episodio (1999)
- Brand Upon the Brain! A Remembrance in 12 Chapters, regia di Guy Maddin (2006)
- Closet Monster, regia di Stephen Dunn (2015)
- Gli Incredibili 2 (Incredibles 2), regia di Brad Bird (2018)

## Teatro
- La Sindrome di Stendhal (2004)
- Bestiare d'Amoure (2012-2014)
- Ring Ring Circus (2018-2019)
- Darwin's Smile (2023-in corso)

## Riconoscimenti
- Premio Oscar
  - 2025 – Candidatura alla miglior attrice non protagonista per Conclave

- Golden Globe
  - 1997 – Candidatura alla miglior attrice in una mini-serie o film per la televisione per Crime of the Century
  - 2025 – Candidatura alla migliore attrice non protagonista per Conclave

- British Academy Film Award
  - 2025 – Candidatura alla migliore attrice non protagonista per Conclave

- Critics' Choice Award
  - 2025 – Miglior cast corale per Conclave
  - 2025 – Candidatura alla migliore attrice non protagonista per Conclave

- Premio Emmy
  - 1997 – Candidatura alla migliore attrice ospite in una serie drammatica per Chicago Hope

- Screen Actors Guild Award
  - 2025 – Miglior cast cinematografico per Conclave

- David di Donatello
  - 2000 – Candidatura alla migliore attrice protagonista per Il cielo cade
  - 2023 – David di Donatello speciale alla carriera
  - 2024 – Candidatura alla migliore attrice non protagonista per La chimera

- Nastro d'argento
  - 1980 – Migliore attrice esordiente per Il prato
  - 2024 – Migliore attrice non protagonista per La chimera

- European Film Award
  - 2024 – Miglior contributo europeo al cinema mondiale

- Independent Spirit Award
  - 1987 – Miglior attrice protagonista per Velluto blu

- Saturn Award
  - 1993 – Miglior attrice non protagonista per La morte ti fa bella

## Doppiatrici italiane
Nelle versioni in italiano delle opere in cui ha recitato, Isabella Rossellini è stata doppiata da:
- Roberta Paladini in Cugini, Cuore selvaggio, Fearless - Senza paura, Amata immortale, Fratelli, Two Lovers, Enemy, The Blacklist, Spaceman
- Emanuela Rossi ne La morte ti fa bella, Wyatt Earp, Merlino, Monte Walsh - Il nome della giustizia
- Serena Verdirosi in Velluto blu, Fallen Angels, Friends, L'ultima Africa
- Alessandra Korompay in Left Luggage, The Phantom, Monte Walsh - Il nome della giustizia (ridoppiaggio)
- Elettra Bisetti in The Innocent, Big Night
- Franca D'Amato ne La leggenda di Earthsea, Conclave
- Rossella Izzo in 30 Rock, Joy
- Anna Leonardi in Nina
- Susanna Javicoli in Oci ciornie
- Ada Maria Serra Zanetti in Cappuccetto Rosso
- Simona Izzo ne L'Odissea
- Pinella Dragani in Don Chisciotte
- Roberta Greganti in Alias
- Monica Pariante in Pollo alle prugne

Da doppiatrice è stata sostituita da:
- Giò Giò Rapattoni in The Owl House - Aspirante strega
- Mirta Pepe in Marcel the Shell

## Libri

### In inglese
- (EN) Some of Me, New York, Random House, 1997, ISBN 0-679-45252-4.

- (EN) Looking at Me (on pictures and photographers), Monaco, Schirmer Art, 2002, ISBN 3-8296-0057-7.

- (EN) In the Name of the Father, Londra, Haus Publishing, 2006, ISBN 1-904950-91-4.

### In italiano
- Nel nome del padre, della figlia e degli spiriti santi, Contrasto DUE, 2006, ISBN 88-6965-007-3.
- Le mie galline e io, Jaca Book, 2018, ISBN 978-88-16-57439-7.